# کوزو میتو
کوزو میتو (انگلیسی: Kōzō Mito; ۸ ژوئن ۱۹۷۹ – ) صداپیشه اهل ژاپن بود.